# Coelanthum verticillatum
Coelanthum verticillatum är en kransörtsväxtart som beskrevs av Robert Stephen Adamson. Coelanthum verticillatum ingår i släktet Coelanthum, och familjen kransörtsväxter. Inga underarter finns listade i Catalogue of Life.